# Včelařský dýmák

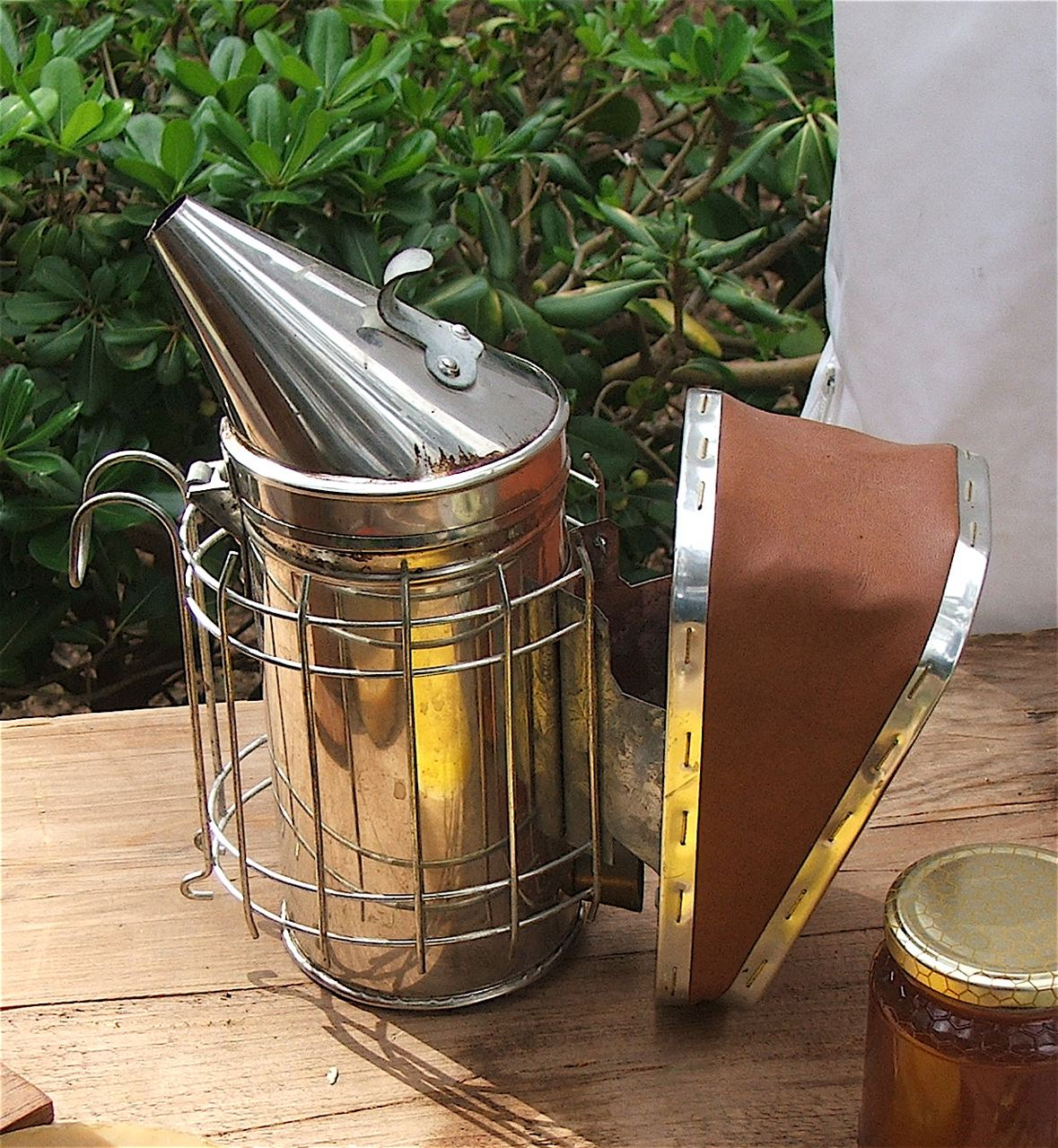
Včelařský dýmák (kuřák)

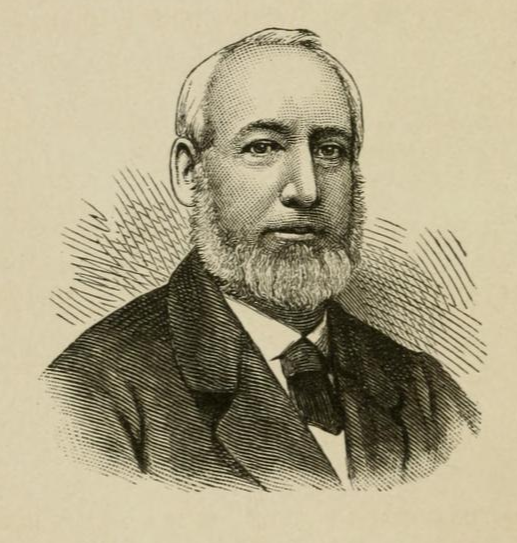
Vynálezce dýmaku Moses Quinby

Včelařský dýmák (také nazývaný kuřák) je včelařská pomůcka ke zklidnění včel. Funguje na principu spalování troudu v tělese dýmáku, kdy je vzniklý kouř za pomoci měchu vyháněn komínkem, a to bez obsahu jisker. Takto vzniklý kouř slouží k uklidnění včel. Po zakouření dýmákem se včely instinktivně stáhnou na rámky, což snižuje jejich podráždění.

## Princip
To, že kouř včely uklidňuje, bylo známo již od starověku, vědecké vysvětlení však přišlo až ve 20. století. Kouř iniciuje obrannou reakci (reflex) na požár, kdy včely instinktivně, v přípravě na opuštění úlu, nabírají zásoby medu, který ukládají do svých medných váčků jako budoucí zásoby, protože jiné obrané mechanismy proti požáru nemají. To vytváří pro včelaře příležitost otevřít úl a pracovat, zatímco obranná reakce včelstva je omezena. Dalším faktorem je, že plné medné váčky včel ztěžují jejich ohyb a obtížněji pak mohou bodat (normálně včela při bodnutí musí prohnout celé své tělo). Včely také vydávají silně vonící feromony, když cítí kouř, varují ostatní před hrozícím nebezpečím.
Kouř má omezený efekt a využití v případě roje, protože roje nemají žádné zásoby medu, které by mohly nabírat. Obvykle to také není potřeba, protože mají tendenci být méně defenzivní, protože nemají žádný domov, který by bránily, a čerstvý roj si nabral zásoby v úlu, který za sebou zanechal.

## Konstrukce
Běžně je dýmák konstruován jako plechový válec z oceli, který se zužuje do malé mezery (komínku). Základna válce má další malý otvor pro přívod vzduchu, pumpováním měchu se fouká vzduch spodním otvorem. Dýmák může mít také drátěný rám, který chrání ruce před popálením. Některé dýmáky mají háček pro zavěšení (třeba na stěnu úlu). V dýmáku lze použít mnoho druhů paliv. Mezi tato paliva patří dřevěné brikety a pelety, tkanina (pytlovina), jehličí, stlačená bavlna, vlnitá lepenka, papírové krabice od vajec, hobra, ztrouchnivěné  dřevo, sušené byliny a houby, a další. Experimenty ukázaly, že zvláště účinný je kouř z pelet sušeného květu samičího chmele (Humulus lupulus), obsahující sedativum lupulin.

## Historie
Dávno před vynálezem včelího dýmáku lidé zjistili, že kouř včely uklidňuje. Není jasné, kdy tato praxe začala, ale používá se v různých částech světa, kde se med sbírá ve volné přírodě. Například domorodí indiáni pálili houbu pýchavku (Lycoperdon perlatum), aby uklidnili včely, což inspirovalo aplikaci kouře jako anestetika i v medicíně v roce 1853. Podobným způsobem lze v blízkosti včelstva založit ohniště a použít doutnající kus dřeva nebo pochodeň. Tato technika se stále používá v Nepálu ke sběru psychotropního medu (zvaného šílený med) z útesových včelstev.
Vynálezcem moderního včelího dýmáku v roce 1873 byl Američan Moses Quinby v Mohawk Valley v New Yorku. V rámci své kvakerské výchovy a přesvědčení si žádný ze svých vynálezů (včetně dýmáku) nepatentoval, a volně jej předal včelařské komunitě. Později včelařka Tracy F. Bingham z Farwellu v Michiganu dýmák založený na návrhu Quinbyho vylepšila a patentovala 20. ledna 1903 (US Patent # US718689A).